# Coproporfirinogênio III
Coproporfirinogênio III é um intermediário metabólico na biossíntese de heme. Apresenta-se como um composto incolor, classificado como um porfirinogênio.

## Contexto biossintético
O tetrapirrol hidroximetilbilano é convertido pela ação de uroporfirinogênio III sintase a uroporfirinogênio III. Uroporfirinogênio III é subsequentemente convertido em coproporfirinogênio III, uma conversão que envolve quatro descarboxilações:
uroporfirinogênio III {\displaystyle \rightleftharpoons } coproporfirinogênio III + 4 CO2